# El Alto
El Alto (jelentése: a magas) város Bolívia nyugati részén, La Paz megyében. Az Altiplano-fennsíkon, 4100 méter magasságban fekszik, La Paztól kicsit nyugatra, a főváros nemzetközi repülőtere mellett.
Lakossága 975 ezer fő volt 2011-ben, agglomerációval kb. 1,2 millió fő.
Gyorsan fejlődő ipari és kereskedelmi város magas bűnözési mutatókkal.

## Fordítás
- Ez a szócikk részben vagy egészben  az   El Alto, La Paz című angol Wikipédia-szócikk fordításán alapul.  Az eredeti cikk szerkesztőit annak laptörténete sorolja fel. Ez a jelzés csupán a megfogalmazás eredetét és a szerzői jogokat jelzi, nem szolgál a cikkben szereplő információk forrásmegjelöléseként.
- Ez a szócikk részben vagy egészben  az   El Alto című spanyol Wikipédia-szócikk fordításán alapul.  Az eredeti cikk szerkesztőit annak laptörténete sorolja fel. Ez a jelzés csupán a megfogalmazás eredetét és a szerzői jogokat jelzi, nem szolgál a cikkben szereplő információk forrásmegjelöléseként.